# Candonopsis
Candonopsis é um género de Candonidae.
O género foi descrito em 1891 por Wenzel Vávra.
Este género tem distribuição cosmopolita.
Espécies:
- Candonopsis aula Karanovic, 2004
- Candonopsis dani Karanovic & Marmonier, 2002
- Candonopsis dedeckkeri Karanovic, 2007
- Candonopsis inaffecta Karanovic, 2007
- Candonopsis indoles Karanovic, 2004
- Candonopsis kimberleyi Karanovic & Marmonier, 2002
- Candonopsis linnaei Karanovic, 2008
- Candonopsis mareza Karanovic & Petkovski, 1999
- Candonopsis murchisoni Karanovic & Marmonier, 2002
- Candonopsis pilbarae Karanovic, 2007
- Candonopsis westaustraliensis Karanovic & Marmonier, 2002
- Candonopsis williami Karanovic & Marmonier, 2002